# Можичин (Великопольське воєводство)
Можичин (пол. Morzyczyn) — село в Польщі, у гміні Вежбінек Конінського повіту Великопольського воєводства.
Населення — 295 осіб (2011).
У 1975-1998 роках село належало до Конінського воєводства.

## Демографія
Демографічна структура станом на 31 березня 2011 року:
|          | Загалом | Допрацездатний вік | Працездатний вік | Постпрацездатний вік |
| -------- | ------- | ------------------ | ---------------- | -------------------- |
| Чоловіки | 148     | 45                 | 87               | 16                   |
| Жінки    | 147     | 35                 | 84               | 28                   |
| Разом    | 295     | 80                 | 171              | 44                   |